# VM i cykelcross 2026
|  | Denne artikel indeholder information om en fremtidig sportsbegivenhed Der kan forekomme spekulativ information, og indholdet kan ændres dramatisk når arrangementet nærmer sig og mere information bliver tilgængelig. |

Verdensmesterskaberne i cykelcross 2026 er den 77. udgave af VM i cykelcross. Mesterskabet vil finde sted i slutningen af januar eller starten af februar 2026 i den hollandske by Perkpolder i kommunen Hulst.

## Resultater
| Event          | Guld | Guld | Sølv | Sølv | Bronze | Bronze |
| -------------- | ---- | ---- | ---- | ---- | ------ | ------ |
| Herrer         |      |      |      |      |        |        |
| Herrer elite   |      |      |      |      |        |        |
| Herrer U23     |      |      |      |      |        |        |
| Herrer junior  |      |      |      |      |        |        |
| Damer          |      |      |      |      |        |        |
| Damer elite    |      |      |      |      |        |        |
| Damer U23      |      |      |      |      |        |        |
| Damer junior   |      |      |      |      |        |        |
| Blandet        |      |      |      |      |        |        |
| Blandet stafet |      |      |      |      |        |        |